# R2 (Republica Moldova)
R2 este o șosea în partea central-estică a Republicii Moldova, cu o lungime de 60 km. Având un statut de drum republican, acesta leagă capitala Chișinău via Bender de granița cu Transnistria prin Parcani. În Transnistria drumul este continuat de R26 până la Tiraspol.